# Episodi di The Rising - Caccia al mio assassino
La prima e unica stagione della serie televisiva The Rising - Caccia al mio assassino, composta da 8 episodi, è stata interamente trasmessa in prima visione assoluta nel Regno Unito su Sky Max il 22 aprile 2022.
In Italia la stagione è stata trasmessa su Sky Atlantic il 15 luglio 2022.
| nº | Titolo originale | Titolo italiano | Prima TV UK    | Prima TV Italia |
| -- | ---------------- | --------------- | -------------- | --------------- |
| 1  | Episode 1        | Episodio 1      | 22 aprile 2022 | 15 luglio 2022  |
| 2  | Episode 2        | Episodio 2      | 22 aprile 2022 | 15 luglio 2022  |
| 3  | Episode 3        | Episodio 3      | 22 aprile 2022 | 15 luglio 2022  |
| 4  | Episode 4        | Episodio 4      | 22 aprile 2022 | 15 luglio 2022  |
| 5  | Episode 5        | Episodio 5      | 22 aprile 2022 | 15 luglio 2022  |
| 6  | Episode 6        | Episodio 6      | 22 aprile 2022 | 15 luglio 2022  |
| 7  | Episode 7        | Episodio 7      | 22 aprile 2022 | 15 luglio 2022  |
| 8  | Episode 8        | Episodio 8      | 22 aprile 2022 | 15 luglio 2022  |

## Episodio 1
- Titolo originale: Episode 1
- Diretto da: Ed Lilly
- Scritto da: Charlotte Wolf e Pete McTighe

### Trama
Neve Kelly si risveglia in mezzo al lago sott'acqua. Impaurita e completamente fradicia con fatica nuota verso la riva. Rientra a casa dove vive con sua madre, il patrigno e due fratellastri. Sua madre è al telefono con la polizia. Lei si scusa, urla, piange, cerca di toccare sua madre. Ma nessuno la vede, nessuno la sente. Corre al piano di sopra. Si guarda allo specchio. Ha dei segni sul collo, una frattura al cranio, sanguina.
Fa una doccia. Si veste, esce in corridoio e solo in quel momento capisce che  suo fratello può vederla.
Intanto la sua famiglia e la polizia la cercano.
Si rende conto che il cane malinois la vede. Allora accarezzando e facendogli sentire il suo amore, Neve si fa seguire dal cane al lago ed insieme ad esso anche i residenti e suo padre  vanno in quella direzione.
Il cane indicherà il punto esatto in cui c'è il suo corpo.
- Guest star: Cameron Howitt (Max Sands), Oliver Huntingdon (Nicky), Edward Judge (Burns)

## Episodio 2
- Titolo originale: Episode 2
- Diretto da: Ed Lilly
- Scritto da: Charlotte Wolf e Pete McTighe

### Trama
Dopo il ritrovamento del suo cadavere Neve risale il bosco addolorata. Affianca suo padre e li si accorge che lui può vederla.
Così decide di chiedergli aiuto per cercare il suo assassino.
Intanto all'obitorio stanno effettuando l'autopsia sul suo cadavere ed è lì che Neve si accorge di avere il potere di accendere e spegnere le luci quando è stressata.
Durante questo percorso Neve troverà una nuova amica di cui fidarsi. Una giovane donna che è stata in riformatorio per tre anni a causa di un incidente che ha provocato la morte di un suo amico.
- Guest star: Cameron Howitt (Max Sands), Oliver Huntingdon (Nicky), Edward Judge (Burns), Jonny Dixon (barman), Ivana Bašić (patologa), Bailey Brook (assistente patologa)

## Episodio 3
- Titolo originale: Episode 3
- Diretto da: Þóra Hilmarsdóttir
- Scritto da: Charlene James

### Trama
- Guest star: Cameron Howitt (Max Sands), Oliver Huntingdon (Nicky), Edward Judge (Burns), Karen Henthorn (Joan Connolly), Adam Abbou (Danny)

## Episodio 4
- Titolo originale: Episode 4
- Diretto da: Þóra Hilmarsdóttir
- Scritto da: Charlene James

### Trama
- Guest star: Cameron Howitt (Max Sands), Oliver Huntingdon (Nicky), Edward Judge (Burns), Karen Henthorn (Joan Connolly), Jonny Dixon (barman), Niall Costigan (Kent)

## Episodio 5
- Titolo originale: Episode 5
- Diretto da: Paul Norton Walker
- Scritto da: Roanne Bardsley

### Trama
- Guest star: Oliver Huntingdon (Nicky), Edward Judge (Burns)

## Episodio 6
- Titolo originale: Episode 6
- Diretto da: Paul Norton Walker
- Scritto da: Roanne Bardsley

### Trama
- Guest star: Cameron Howitt (Max Sands), Oliver Huntingdon (Nicky), Karen Henthorn (Joan Connolly), Andrew Spiers (avvocato di William)

## Episodio 7
- Titolo originale: Episode 7
- Diretto da: Carl Tibbetts
- Scritto da: Laura Grace

### Trama
- Guest star: Cameron Howitt (Max Sands), Karen Henthorn (Joan Connolly), Francesca Nkune (giovane Katie), Tyler Howitt (giovane Max)

## Episodio 8
- Titolo originale: Episode 8
- Diretto da: Carl Tibbetts
- Scritto da: Pete McTighe

### Trama
- Guest star: Cameron Howitt (Max Sands), Hollie-Jay Bowes (Chloe Hasting), Tommy Garside (agente di polizia)